# Normalarbeitsverhältnis
Unter einem Normalarbeitsverhältnis wird ein Arbeitsverhältnis verstanden, das nach der allgemeinen Verkehrsauffassung als typisch anzusehen ist und dem eine Vollzeitbeschäftigung aufgrund eines unbefristeten Arbeitsvertrags zugrunde liegt.

## Allgemeines
In der arbeitspolitischen Fachliteratur bestehen sehr verschiedene, miteinander konkurrierende Definitionen. Der Begriff wurde 1986 von Ulrich Mückenberger geprägt und von Ulrich Walwei 1998 erweitert. Walwei hat insgesamt fünf Kriterien genannt, um ein Normalarbeitsverhältnis zu definieren: ein dauerhafter Arbeitsvertrag, eine vollzeitorientierte Arbeitszeit, tarifvertraglich normiertes Arbeitsentgelt, obligatorische soziale Absicherung und Weisungsabhängigkeit vom Arbeitgeber. Charakteristisch für das Normalarbeitsverhältnis ist der hohe Standard spezifischer Sicherheitsgarantien und Rechtsansprüche, weshalb ihm eine „Schutzfunktion“ zugesprochen wird.
Alle anderen Beschäftigungsverhältnisse werden atypische Arbeitsverhältnisse genannt.

## Übliche Merkmale eines Normalarbeitsverhältnisses
Ein Normalarbeitsverhältnis ist je nach Definition durch einige der folgenden Merkmale gekennzeichnet:
1. zeitlich unbefristet,
2. ein geregeltes Entgelt,
3. nicht selbstständig,
4. Der Arbeitnehmer arbeitet kontinuierlich für einen Arbeitgeber, unterliegt der Weisungsgewalt des Arbeitgebers, ist in die betrieblichen Strukturen des Unternehmens eingegliedert,
5. sozialversicherungspflichtige Beschäftigung,
6. Arbeitsplatz und Wohnung des Arbeitnehmers sind räumlich voneinander getrennt,
7. keine Leiharbeit[4],
8. Vollzeitbeschäftigung oder zumindest mehr als halbtags,
9. vorhandene Interessenvertretung für Arbeitsbedingungen.

Im allgemeinen Sprachgebrauch wird ein Arbeitsverhältnis, das die ersten drei Kriterien erfüllt, auch als Festanstellung bezeichnet.
Normalarbeitsverhältnisse sind von Stabilität und längerer Dauer gekennzeichnet, sie sind für viele Arbeitnehmer die einzige Einkommensquelle und diese daher vom Arbeitgeber besonders abhängig. Bei atypischen Arbeitsverhältnissen fehlt mindestens eines der Merkmale eines Normalarbeitsverhältnisses, die zu arbeitsrechtlichen oder sozialversicherungsrechtlichen Benachteiligungen des Arbeitnehmers führen können.
Hierzu gehören insbesondere Altersteilzeit, Befristetes Arbeitsverhältnis, freie Mitarbeiter, geringfügige Beschäftigung, Heimarbeit, Kettenarbeitsverhältnis, Leiharbeit, Minijob, Midijob, Praktikum, Saisonarbeit (sofern sie nicht branchenüblich ist), Scheinselbständigkeit, Taglöhnerei, Telearbeit oder Zeitarbeit. Atypische Arbeitsverhältnisse (prekäre Arbeit) entstanden im Rahmen der Flexibilisierung des Arbeitsmarktes, um die Arbeitslosigkeit zu verringern. Außerdem gibt es Erwerbsformen, die nicht dem Arbeitsrecht unterliegen, z. B. das Dienstverhältnis von Beamten, Soldaten und Richtern sowie die Beschäftigung auf der Grundlage von unbefristeten Dienstverträgen oder sachbezogen definierten Honorarverträgen. Im allgemeinen Sprachgebrauch gibt es zudem Sonderformen des Arbeitsverhältnisses, zum Beispiel Studentenjob, Aushilfstätigkeit, oder Hauspersonal, auf die die Regeln des Arbeitsrechts aber Anwendung finden.

## Zum Verhältnis der Normalarbeit zum atypischen Beschäftigungsverhältnis

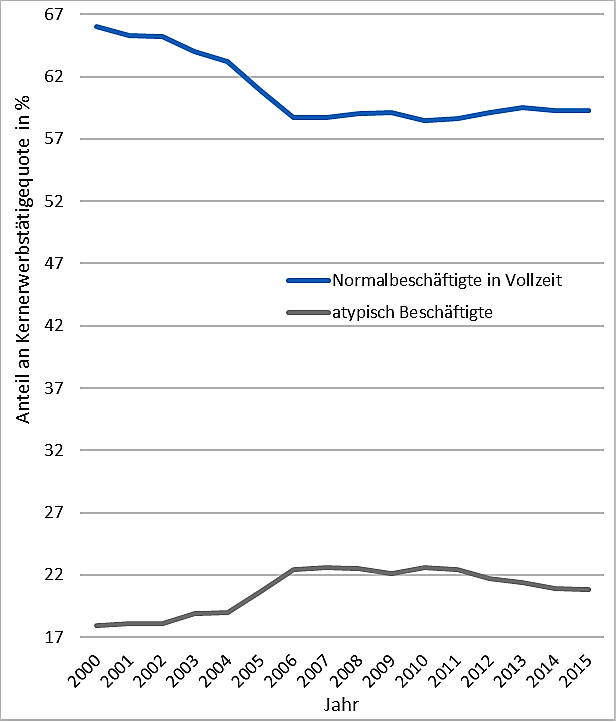
Der Anteil von atypisch Beschäftigten und von Normalbeschäftigten an allen Kernerwerbstätigen in Deutschland. Beide Anteile verlaufen zueinander entgegengesetzt. (Kernerwerbstätige sind nur Erwerbstätige im Alter von 15 bis 64 Jahren, nicht in Bildung/Ausbildung oder einem Wehr-, Zivil- sowie Freiwilligendienst.)

### Grundlegende Definition von atypischer Beschäftigung
„Atypische Beschäftigung“ bemisst sich in Deutschland an der Abweichung von einzelnen oder mehreren Kriterien, die das so genannte „Normalarbeitsverhältnis“ auszeichnen. Je nach dessen engerer oder weiterer Definition variiert deshalb auch der Umfang atypischer Beschäftigung.
Nach einer weltweiten Definition der OECD umfassen die atypische Arbeitsverhältnisse (englisch Non-standard work arrangements) auch alle befristeten Anstellungen (Teilzeit wie Vollzeit), Teilzeit mit Arbeitsvertrag, wie auch Selbstbeschäftigte.
Das Statistische Bundesamt definiert für Deutschland ein Beschäftigungsverhältnis als Normalarbeitsverhältnis, wenn es mehr als 20 Stunden pro Woche voll sozialversicherungspflichtig und unbefristet ausgeübt wird und der Arbeitnehmer direkt in dem Unternehmen arbeitet, mit dem ein Arbeitsvertrag besteht.
Zu den atypisch Beschäftigten zählt das Statistische Bundesamt befristet Beschäftigte, Teilzeitbeschäftigte mit bis zu 20 Wochenstunden, geringfügig Beschäftigte und Beschäftigte in Zeitarbeit.

### Geschichtliche Entwicklung
Eigentlich ist die Bezeichnung „atypisch“ irreführend, die lose Bindung an einen Dienstgeber ist so alt wie die Vorformen der Festanstellung. Und schon in feudalen Systemen standen beispielsweise Wanderarbeiter (wie Taglöhner oder freie Unterhaltungsdienstleister) und Handelsreisende sozial noch unterhalb der Leibeigenen, die in dieser Abhängigkeit zumindest ein gewisses Maß an sozialer Absicherung erfuhren.
Das heutige Konzept der Normalarbeitsverhältnisse hat sich ab der Industriellen Revolution aus dem fordistischen Wirtschaftsmodell, dem viele Industriestaaten bis in die 1970er Jahre folgten, entwickelt. Sie sind in vielen Ländern heute noch nicht die Regel und haben sich auch in Europa erst durch das Engagement von Gewerkschaften etablieren können. Nach der Definition der OECD sind noch heute ein Drittel aller Arbeitsverhältnisse weltweit der Klasse atypisch.

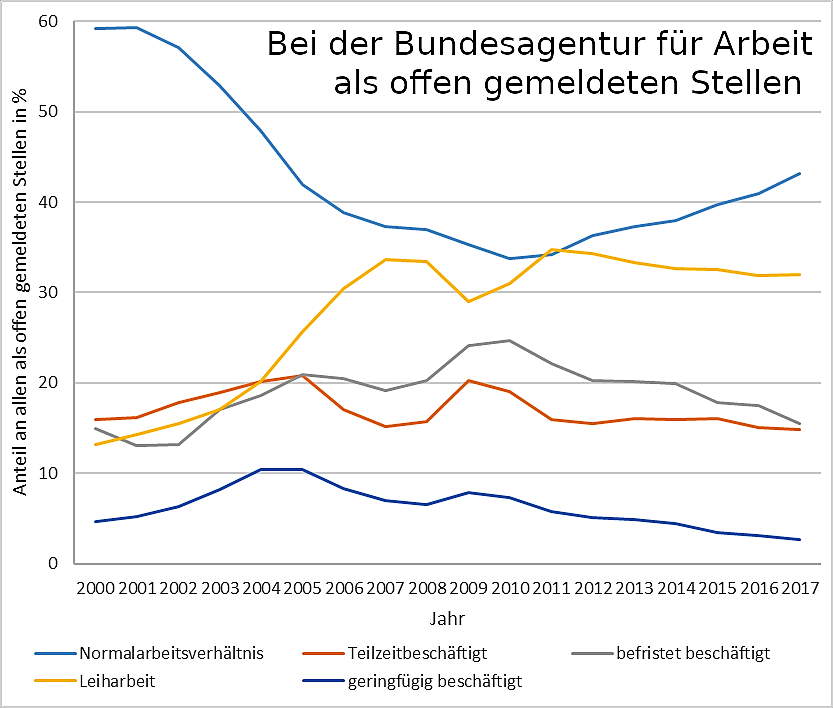
Entwicklung atypischer Beschäftigungsformen im Vergleich zu Normalbeschäftigung anhand bei der Bundesagentur für Arbeit als offen gemeldeten Stellen. Normalarbeitsverhältnis ist hier definiert als reguläre sozialversicherungspflichtige Beschäftigung in einem unbefristeten Vollzeitarbeitsverhältnis (nicht als Leiharbeitnehmer).

Das Normalarbeitsverhältnis war im ausgehenden 20. Jahrhundert bezüglich Arbeitslohn und Normalarbeitszeiten auf das männliche Ernährermodell zugeschnitten, in dem der Arbeitslohn des Mannes als Familienernährerlohn den Lebensunterhalt der Familie sichern sollte und die Normalarbeitszeiten dem Arbeitnehmer eine weitgehend autonome Gestaltung der arbeitsfreien Zeit sichern sollten.
Seit einigen Jahren sind Normalarbeitsverhältnisse einer Erosion unterworfen, welche sich an der zunehmenden Zahl von Beschäftigten im Niedriglohnsektor, einem gelockerten Kündigungsschutz und sich vergrößernden kollektivvertragslosen Bereichen sowie allgemein in einer Zunahme atypischer Arbeitsverhältnisse niederschlägt. Einstmals sozialstaatliche Wirtschaftsmodelle werden im Zeitalter der Globalisierung mehr und mehr von Prekarisierung bedroht. Gerne wird in diesem Zusammenhang euphemistisch von einer Deregulierung des Arbeitsmarktes gesprochen. Nach einer Studie der OECD sind weltweit drei Viertel des OECD-Raumes von einer Zunahme zwischen 1995 und 2010 betroffen, herausragend etwa die Slowakei mit 50 %, aber auch Deutschland, Österreich und die Niederlande. Als weiteres Phänomen tritt die Scheinselbständigkeit hinzu, also arbeitnehmerähnliche Dienstverhältnisse, bei denen aber alle Soziallasten auf den Werktätigen abgewälzt werden. Dieser Missbrauch rechtlicher Vertragsformen trifft insbesondere auch akademische Berufe.

### Wirtschaftliche Hintergründe
Da atypische Beschäftigungsformen in der Regel einen schnelleren Ausgleich marktbedingter Schwankungen von Arbeitsnachfrage und -angebot erlauben als Normalarbeitsverhältnisse, ist in Zeiten erhöhter Arbeitsnachfrage in diesem Bereich mit besonders starken Beschäftigungszuwächsen zu rechnen. Umgekehrt führt ein Sinken der Arbeitsnachfrage hier zu einem schnelleren Beschäftigungsabbau, während Inhaber von Normalarbeitsverhältnissen in der Regel besser vor Arbeitslosigkeit geschützt sind. Befürworter einer Zunahme atypischer Arbeitsverhältnisse führen als Argument (in Analogie zu der Lockerung von Kündigungsschutzbestimmungen) dauerhaft positive Beschäftigungseffekte an.
Durch Reformen des Arbeitsrechts können Nachteile der atypischen Arbeitsverhältnisse gegenüber dem Normalarbeitsverhältnis teilweise ausgeglichen werden. Gelingt dies, können atypische Arbeitsverhältnisse zum einen für Arbeitnehmer attraktiver werden; zum anderen können so die möglicherweise erwartbaren positiven Beschäftigungseffekte einer Zunahme atypischer Arbeitsverhältnisse erlangt werden. Dieser Doppeleffekt ist beispielsweise das Ziel einer Reihe von Richtlinien im Bereich der EU-Sozialpolitik.

### Nachteile atypischer Arbeitsverhältnisse
Atypische Arbeitsverhältnisse sind häufig verbunden mit folgenden Nachteilen:
- oft kein existenzsicherndes Einkommen
- oft kein oder erschwerter Zugang zu Weiterbildung
- oft keine oder geringere berufliche Aufstiegschancen
- oft arbeitsrechtliche Benachteiligungen
- oft geringere betriebliche Sozialleistungen
- oft keine oder wenig soziale Absicherung, insbesondere durch diskontinuierliche Erwerbsbiographie
- häufig wechselnder Arbeitsplatz
- keine (dauerhaften) sozialen Kontakte am Arbeitsplatz
- Wettbewerbsnachteile auf dem Arbeitsmarkt

### Gegenmaßnahmen der sozialen Benachteiligung atypisch Beschäftigter
Angesichts der gesellschaftlichen Veränderungen und des Risikos einer starken Erosion der sozialen Absicherung wird hervorgehoben, dass eine gesellschaftliche Diskussion über die Implikationen unterschiedlicher gesellschaftlicher Leitbilder erforderlich sei. Es wird unter anderem für eine alternative Wirtschaftspolitik mit einer Flexibilisierung des Arbeitszeitstandards argumentiert, die Arbeitszeiten zwischen einer langen Teilzeit oder einer Nahezu-Vollzeit sozial absichern. Dabei sollten innerhalb enger Grenzen umgekehrt auch Arbeitszeitverlängerungen möglich sein. Im Fall sozial akzeptierter Umstände wie der Kindererziehung, der Pflege von Angehörigen, der Weiterbildung oder bei bürgerschaftlichem Engagement sei eine gesellschaftliche Unterstützung für die soziale Sicherung angemessen, beispielsweise durch Entgeltersatzleistungen, wohingegen andere Erwerbsunterbrechungen oder -reduzierungen, etwa für Sabbaticals, mit geringerer oder ganz ohne Förderung stattfinden könnten.